# Kufstein
Kufstein város Ausztriában, Tirolban, a Kufsteini járásban. Lakosainak száma kb. 17 000. Területe 39,45 km².

## Fekvése
Az Inn folyó völgyében, a Kaisergebirge hegység (Császárhegy) nyugati lábánál, Németország határán található. Az Alsó-Inn-völgyi vasútvonal és a Rosenheim–Kufstein-vasútvonal itt találkozik.

## Története
Első írásos említése a 788-790 körüli időből származik, „Caofstein” formában. Várát 1205-ben építették a bajor püspök rendeletére. Városi jogokat 1393-ban kapott, mivel már ezt megelőzően is évszázadokon át jelentős kereskedelmi forgalmat bonyolított le. A középkorban harcias bajor hercegek voltak a vár s a város birtokosai.
1504-ben I. Miksa császár szerezte meg Kufsteint és környékét, és azután 1512-ben meg is erősíttette a várat. Ekkor épült a 4-8 méter vastag falaival minden korabeli ostromot kibíró Kaiserturm (Császár-torony) is. Miksa a várat és környékét Tirolhoz csatolta, amely azóta is Tirolhoz tartozik.

### Kufstein városa
A város annak ellenére, hogy többször is ostrom és tűzvész pusztította, nagyrészt megtartotta középkori jellegét, építészeti szépségeit.
Gazdasági jelentőségét az Inn folyón megindult hajózásnak köszönhette. A bajorok 1703-ban felgyújtották; 1805 és 1814 között egész Tirollal együtt bajor kézen volt.
Az erődítmény 1865-ig rettegett börtön volt, majd 1888-ig kaszárnya.

### Kufstein vára
A vár 606 méter tengerszint feletti magasságával jó 100 méterrel emelkedik a város fölé, ahová legegyszerűbben a Römerhofgasséról gyorsfelvonóval lehet feljutni.
A fő részeivel a város irányába forduló erődítmény hatalmas Kaiserturmján (Császár-tornyán) kívül láthatók még a Bürgerturm (Polgárok tornya), Rondella (Körbástya), Fuchhsturm (Rókatorony) masszív épületei is.
A kitűnő állapotban lévő épületegyüttes várjellege 1822-ben szűnt meg. A Császár-torony a 18–19. században börtön volt, főleg a Habsburgok ellen harcoló politikai foglyok börtöne volt – köztük sok magyaré is – illetve egyéb főbenjáró bűnökért elítélt rabok kerültek ide.
A várban helyezték el a Heimatmuseum gazdag gyűjteményét is. A Bürgerturm kincse és művészi ékessége az első világháborúban elesett hősök emlékére 1931-ben felállított Heldenorgel (Hősök orgonája). A 26 regiszteres, 1813 sípos remek hangú orgona zenéje a torony nyitott ablakán keresztül 15 km távolságra is elhallatszik. Minden délben meg is szólaltatják, valamint június 15 és szeptember 15 között este 6 órakor is játszanak rajta.

## A Császár-torony
A Császár-toronyban (Kaiserturm), amely 1518 és 1522 között épült, több magyar fogoly is raboskodott:

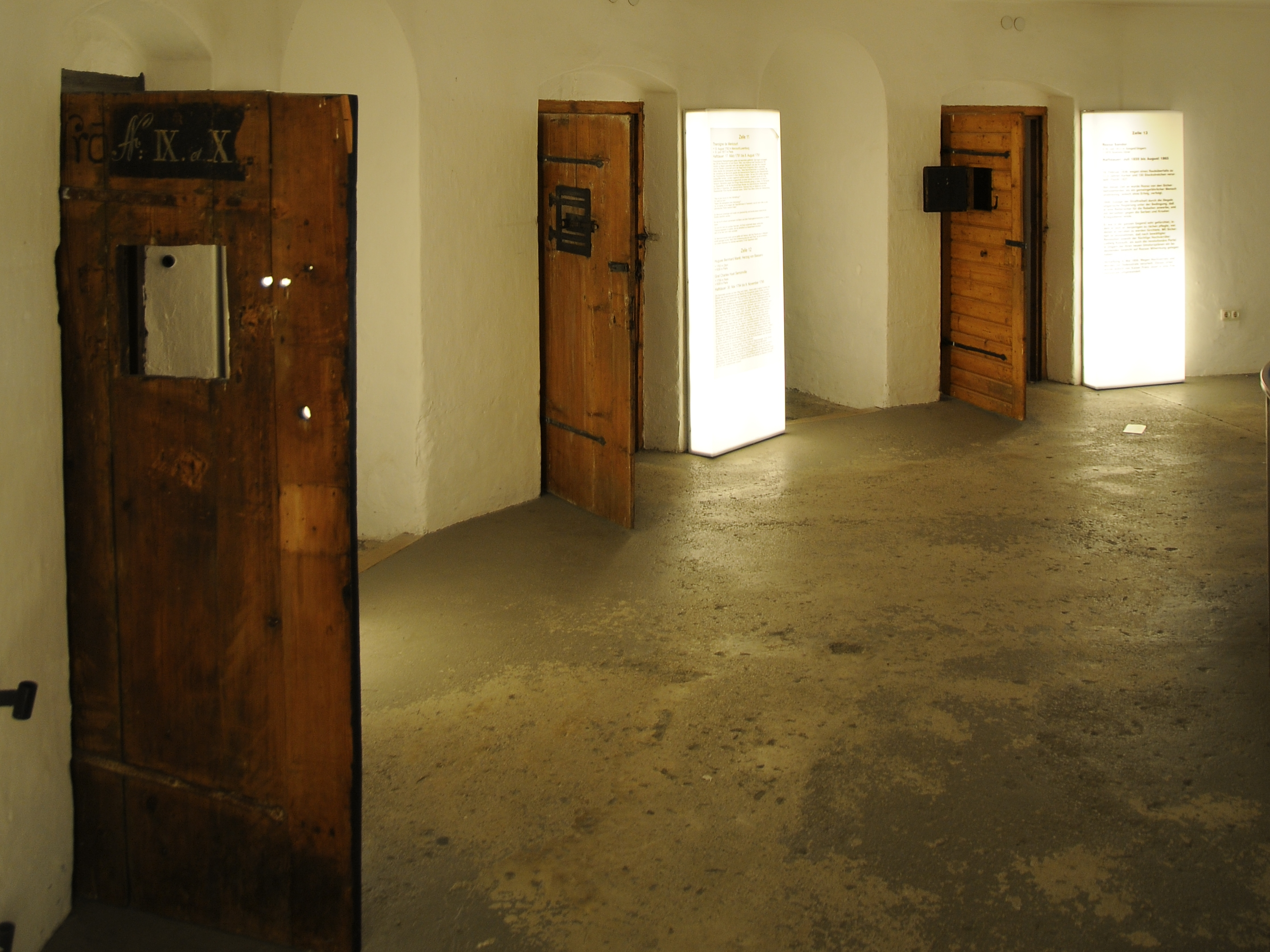
A 9-es és 10-es cella

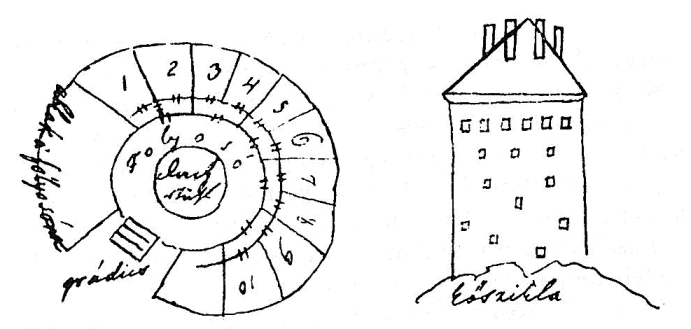
Kazinczy vázlata

- Kazinczy Ferenc (1759–1831) 1799–1800-ban (2-es cella)[2]
- Teleki Blanka grófnő (1806–1862) 1853–1856-ban (2-es cella)
- Leövey Klára (1821–1897)
- Id. Wesselényi Miklós (1750–1809) 1785–1789 között (5-ös cella)
- Szentjóbi Szabó László (1767–1795) költő 1795-ben (7-es cella)[3]
- Batsányi János (1763–1845) magyar költő 1795–1796 közt
- Bisztray Károly (1822-1911) 48-as honvédtiszt, törvényszéki bíró, emlékiratíró.
- Gaál György (1814–1896) református lelkész 1850–1856 között
- Rózsa Sándor (1813–1878) 1859–1865 között (13-as cella; falfestmény róla, 1916-ból)
- Haubner Máté (1794–1880) evangélikus szuperintendens (püspök)
- Czuczor Gergely (1800–1866) bencés szerzetes, költő, nyelvtudós 1850–51-ben[4]
- Szelényi Lajos (1794–1888) orvos, 1850 után
- Schwell Titusz (1821–1909) honvéd hadnagy, 1849–54 között

A magyar állam emlékkiállítást rendezett be a 10-es cellában.
A Budapesti Evangélikus Leánygimnázium 1937-ben márványtáblát állíttatott Kufsteinben az ott raboskodó magyarok nevével. A kutatás során több mint 90 magyar rab nevét sikerült kideríteni. A tábla másolata a budapesti Deák Téri Evangélikus Gimnáziumban látható. A táblaállítás emlékére színes album készült a rabok nevével, történetével, melyet az ünnepség és az utóélet egyéb dokumentumaival az Evangélikus Országos Levéltár őriz. Az eseményről dr. Martos Józsefné Sztrokay Piroska, a leánygimnázium nyugalmazott tanára 2002-ben könyvet publikált.

## Egyéb látnivalók

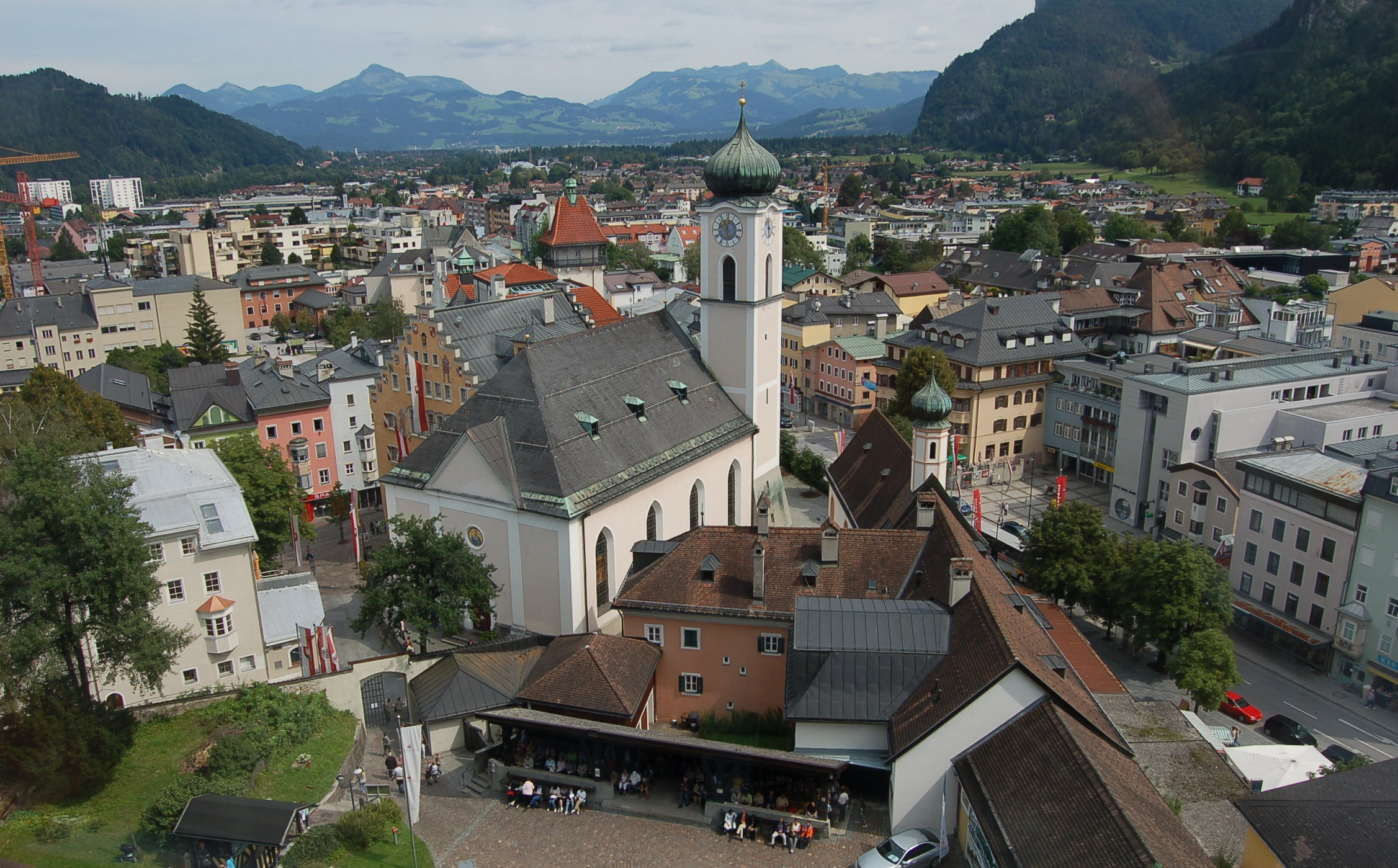
Kufstein

- Késő gótikus plébániatemplom (1660–1666); 1840 és 1844 között barokk stílusban építették át, majd 1959-ben ismét átalakították a gótikus elemek hangsúlyozásával).
- Barokk kápolna (1705), főoltára 1765-ből való.
- Zarándoktemplom (1679–1681) barokk oltárral (1711).
- Erőd romjai (vízibástya) (16. és 17. század) – először 1205-ben említik, I. Miksa bővítette 1519 előtt, majd utódai tették ezt 1552–1563, illetve 1675–1740 között.
- Helytörténeti és kulturális múzeum (Heimatmuseum): Kaiserturm („Császár-torony”), a város jelképe, Caroli-bástya, Josefsburg.
- Polgár-torony (Bürgerturm) (1931); itt van az ún. Heldenorgel („hősök orgonája”), amely a világ legnagyobb szabadtéri orgonája (4307 sípos, 46 regiszteres); minden délben, és főszezonban este 6 órakor is megszólal.
- Mély kút (Tiefer Brunnen) – 1546-ban vágták a sziklába, 70 méter mély. A vízkiemelő taposókerék ma is működik, azonban nem lehet kipróbálni, a kerék rögzítve van, nem forog.
- Postatakarékpénztár (nemzeti romantikus épület, W. Bürger tervezte, 1904-ben épült).
- Városháza – fogazott oromzatos homlokzatát 17 tiroli város címere díszíti; a festett figurák egyike I. Miksa császárt ábrázolja.
- Römerhofgasse – a főutca, üzletekkel, borozókkal.

## Híres személyek
- Karl Wendlinger autóversenyző.